# فرانچسکا مارچانو
فرانچسکا مارچانو (ایتالیایی: Francesca Marciano؛ زادهٔ ۱۷ ژوئیهٔ ۱۹۵۵) بازیگر، کارگردان فیلم، فیلم‌نامه‌نویس و نویسنده اهل ایتالیا است.
از فیلم‌هایی که وی در آن نقش داشته‌است، می‌توان به خانه‌ای با پنجره‌های خندان، لعنت به روزی که تو را ملاقات کردم و من و تو اشاره کرد.